# ウォルター・ギルバート
ウォルター・ギルバート（Walter Gilbert, 1932年3月21日 – ）はアメリカ合衆国の物理学者・生化学者であり、分子生物学の草分けの1人である。

## 経歴
マサチューセッツ州ボストンに生まれ、ハーバード大学、ケンブリッジ大学で学び、後にハーバード大学に所属した。アラン・マクサムとともにDNAの配列を決定する方法を考案した。また彼の考案したインスリンの合成法はジェネンテック社の方法とは全く異なるもので、天然に存在するものを基にするのではなく、ヌクレオチドを積み上げて遺伝子を構成するものであった。
フレデリック・サンガーとギルバートは核酸のヌクレオチドの配列を決定する方法を考案したことで知られている。ギルバートはまた、カール・ウーズが1967年に提唱した生命の起源に対する仮説にRNAワールドという名前を与えたことでも知られている。彼はバイオテクノロジー関連の会社のバイオジェンの創業者の1人でもある。現在はハーバード大学のフェローの組織の議長を務めている。
1980年代後半、彼はHIVとエイズの関係に疑問を呈していた。しかし現在では、近年のエイズ薬の急速な進歩は、HIVがエイズを引き起こすという「原因の証明」に負う所が大きいと述べている。

## 受賞歴
- 1968年 米国科学アカデミー賞分子生物学部門
- 1977年 シャルル＝レオポール・メイエ賞
- 1977年 ウォーレン賞
- 1979年 ルイザ・グロス・ホロウィッツ賞（フレデリック・サンガーと共同受賞）
- 1979年 アルバート・ラスカー基礎医学研究賞（フレデリック・サンガーと共同受賞）
- 1979年 ガードナー国際賞（フレデリック・サンガーと共同受賞）
- 1980年 ノーベル化学賞（フレデリック・サンガーと共同受賞）
- 1987年 フンボルト賞